# Сосна Жерарда
Сосна Жерарда, или сосна Джерарда (лат. Pinus gerardiana) — вид хвойных деревьев рода Сосна. Научное название дано в память о капитане Патрике Джерарде (англ. Patrick Gerard), британском офицере, служившем в Индии. В Европе вид известен с 1839 года.

## Распространение и экология
Растёт в северо-западных Гималаях на востоке Афганистана, Пакистана и северо-западе Индии (штат Химачал-Прадеш), на высотах от 1800 до 3350 м.

## Ботаническое описание
Вечнозелёное дерево высотой от 10 до 25 м. Кора серо-зелёная, чешуйчатая.
Хвоя в пучках по 3 иглы, длиной 6—10 см.
Шишки продолговатые. Длина шишек 10—18 см. Ширина полностью раскрывшихся — до 11 см. Семена крупные, длиной 1,7—2,3 см, с рудиментарным крылом.

## Использование
Семена съедобные, богаты белком и углеводами. Традиционно используются в пищу местным населением. Однако в настоящее время собранные шишки идут преимущественно на продажу скупщикам, и далее в города и на экспорт в Китай и другие страны.